# Dibutylaluminiumhydrid
Dibutylaluminiumhydrid ist eine aluminiumorganische Verbindung. Es ist isomer zu Diisobutylaluminiumhydrid (DIBAL).

## Entstehung
Dibutylaluminiumhydrid entsteht bei der reversiblen thermischen Zersetzung von Tributylaluminium. Dabei wird Buten abgespalten.

## Reaktionen
Dibutylaluminiumhydrid wirkt als Reduktionsmittel. Beispielsweise kann es Benzonitril zu Benzaldehyd oder Benzylamin reduzieren.